# Maria Ursula d’Abreu e Lencastro
Maria Ursula d’Abreu e Lencastro, znana też jako Maria Ursula Lancastro y Abreu (ur. 1682 w Rio de Janeiro, zm. 1730 na Goa) – brazylijska poszukiwaczka przygód, w latach 1700–1714 służyła w armii portugalskiej pod przybranym męskim nazwiskiem i w męskim stroju.   

## Życiorys
W 1700, w wieku 18 lat, w sekrecie opuściła rodzinny dom i ojca Joâo d’Abreu d’Oliveirę. Przebrana w męski kostium, przyjęła imię Balthazara do Conto Cardoso i popłynęła do Portugalii. Chciała przeżyć przygodę jak krzyżowcy, o których czytała książki.   
W Lizbonie zaciągnęła się do wojska jako ochotniczka na wyprawę do Indii. Wzięła udział w ataku na Amonę na Goa i okupacji fortów Corjuem i Panelem. Została za to awansowana na kapitana. W 1703 mianowano ją gubernatorem jednego z ważniejszych w regionie zamków. W kolejnym roku przydzielono jej pod zarząd fort Madre de Deus. Do 1714 brała udział w wielu wyprawach przeciwko indyjskim Bhonslom z Savantvadi w imperium Marathów, które rozsławiły jej imię. Przez cały czas działała pod fałszywym nazwiskiem i w męskim przebraniu.   
W 1714 ujawniła prawdziwą tożsamość, ponieważ pragnęła wyjść za mąż za Alfonsa Arrasa Teixeirę de Mello, gubernatora zamku S. Joâo Baptista. Zgodę na ślub wydał król Portugalii.   
W 1718 Jan V Wielkoduszny wyznaczył jej pensję za służbę narodowi z obietnicą gwarancji wypłaty tejże także jej potomkom.   